# Салманасар IV
Салманасар IV — цар Ассирії, син Адад-нірарі III, правив приблизно в 783—773 роках до н. е.

## Правління
За його правління продовжилося подальше ослаблення могутності Ассирії.
Салманасар IV вів війни з царями Урарту Менуа і Аргішті I і мало не щороку ходив походами проти Урарту (781, 780, 779, 778, 776 і 774 роках до н. е.), Але не мав успіху. У 777 році до н. е. Аргішті захопив Мелід на верхньому Євфраті і вийшов у фланг Ассирії із заходу, перерізавши її комунікації до найважливіших джерел сировини, зокрема до запасів залізної руди. Області Комману (Мелід) і Цупані (Софена античних авторів) увійшли до складу Урарту. Поступово на сторону Урарту перейшли і інші царства Північної Сирії: Гургум, Сам'ал, Ункі (Хаттина), Арпада, Каркемиш, Куммух і Куе. У 775 році до н. е. Салманасар IV здійснив похід на захід, в «гори кедра» (Ліван або Аман), але ліквідувати урартську загрозу з цього боку так і не зміг.